# Белюстин, Иоанн Стефанович
Иоа́нн Стефа́нович Белю́стин (Беллю́стин; 10 января 1819, Старица, Тверская губерния — 2 июня 1890, Калязин, Тверская губерния) — российский публицист, священник Тверской епархии. Писал статьи преимущественно по общественно-политическим и церковным вопросам. Основной круг его интересов - положение крестьянства и духовенства, народное просвещение.

## Биография
Родился 10 января 1819 год в городе Старице Тверской губернии. Происходит из старинного священно-церковнослужительского рода Тверской епархии, известного с 1710 года. Сын преподавателя Старицкого духовного училища (впоследствии — священника) Степана Ивановича Белюстина. Получил образование в Тверской духовной семинарии, которую окончил в 1839 году. В 1839—1843 годах — священник села Васисина Калязинского уезда. В 1843—1887 годах — священник Николаевского собора в городе Калязине Тверской губернии. В 1887 году уволен за штат. В 1866 году — награждён камилавкой. В 1879—1880 годах — запрещенный в священнослужении. Скончался 2 июня 1890 года в Калязине.

## Творчество
Писал во многих периодических изданиях, преимущественно московских. Был одним из видных сотрудников «Церковно-Общественного Вестника», в котором, в частности, была опубликована его статья о Константине Великом, впоследствии причинившая ему существенные неприятности политического характера (как впрочем, и значительная часть других работ). В конце 1850-х годов большой общественный резонанс вызвало сочинение Белюстина «О сельском духовенстве в России», которое без ведома и подписи автора было издано за рубежом М. П. Погодиным. В начале 1870-х была издана полупереводная работа Белюстина «Сельское Духовенство во Франции», в которой им, среди прочего, было изложено на русском языке основное содержание антиклерикальных романов французского писателя Аббата, снискавшего в то время большую популярность на родине, но не издававшегося в переводе в России.

## Семья
Был женат на дочери священника села Васисина Анне Лукиничне Морошкиной. В браке родились 11 детей. Один из сыновей — Николай Иванович Белюстин (1845—1908) в чине тайного советника служил директором Департамента Министерства финансов.